# Hans Merensky Country Club
De Hans Merensky Country Club is een countryclub in Phalaborwa, Zuid-Afrika. De club is opgericht in 1967 als de Phalaborwa Golf Club en heeft een 18-holes golfbaan met een par van 72.
Naast een golfbaan, heeft de club ook squashbanen, tennisbanen, een zwembad en een gym. De golfbaan werd ontworpen door de golfbaanarchitect Robert Grimsdell.

## Golftoernooien
- Mafunyane Trophy: 1995-1998
- Vodacom Series: 1999